# Devize neoficiale ale Poloniei

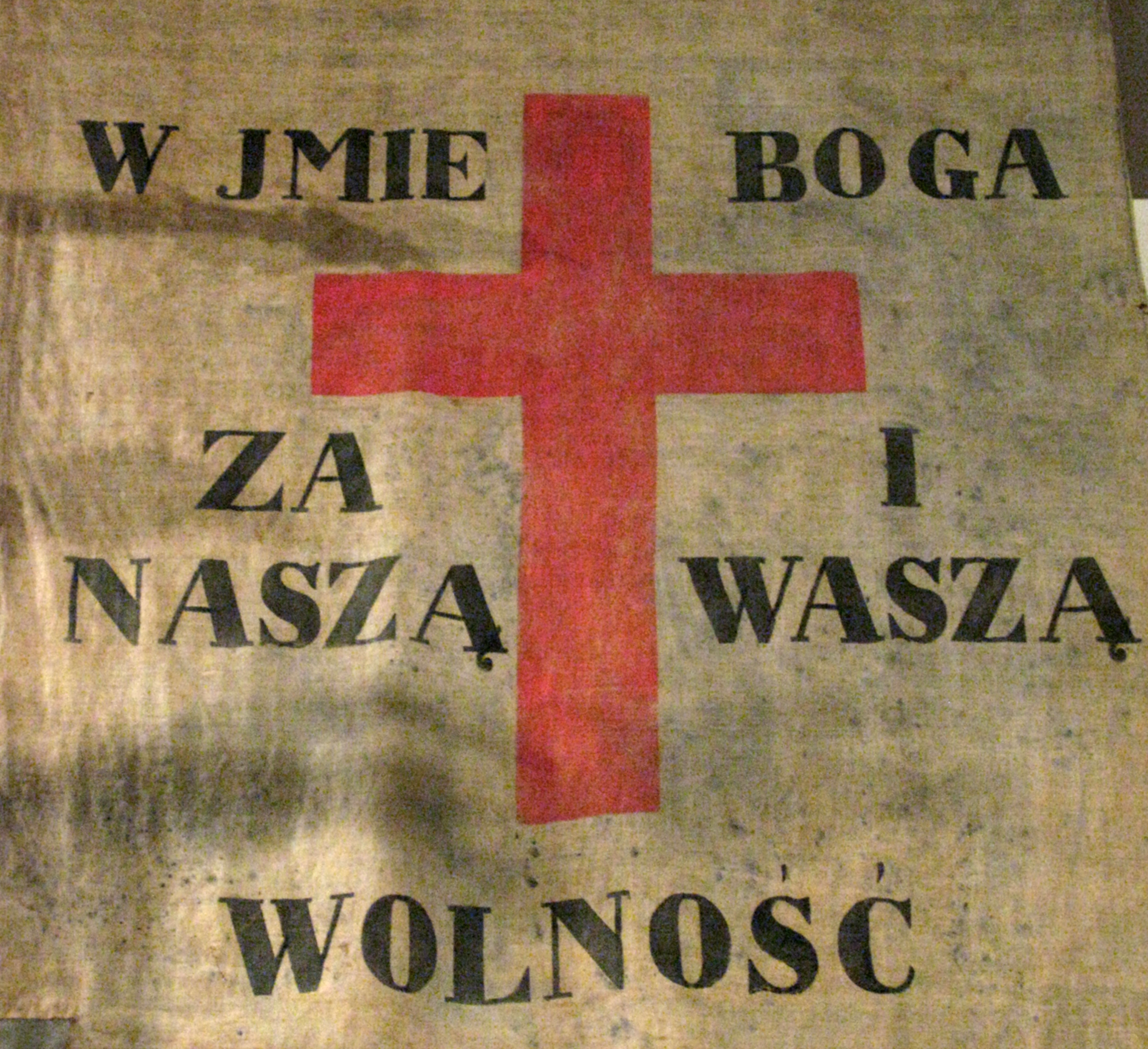
Bandiera din 1831.

Polonia nu are o deviză statală oficială, declarată în constituție sau în altă lege. Totuși există câteva lozinci care apar pe drapele, bandiere și alte simboluri ale statului:
- Bóg, Honor, Ojczyzna – Dumnezeu, Onoare, Patrie – a apărut în secolul al XVI-lea sau al XVII-lea. Aceasta deviză este în mod tradițional asociatătă cu patriotismul polonez. A apărut pentru prima dată pe bandiere militare poloneze în timpul celei de-a doua Republici Poloneze în 1919. Încă este foarte populară pe drapele.
- Za naszą i waszą wolność – Pentru libertatea noastră și  a voastră – a apărut pe bandiere în timpul Revoltei din noiembrie și a fost văzută pentru prima dată la 25 ianuarie 1831. A fost folosită foarte frecvent de unitățile militare poloneze care au luptat pentru independența altor națiuni.
- Pro Fide, Lege et Rege – Pentru credință, lege și rege – deviza veche a uniunii statale polono-lituaniane încă poate fi văzută pe ornamentațiile clădirilor și pe decorații militare. A rămas și ca deviza Ordinului Acvilei Albe și a monarhiștilor polonezi.